# Radio Luna Network
Radio Luna Network è un canale radiofonico locale che trasmette prevalentemente nella regione Molise, la sede è a Campobasso. L'emittente fa parte del gruppo Radio Telemolise srl, il cui editore è Quintino Pallante. Trasmette sia su frequenza FM che sul web e digitale terrestre, inoltre trasmette anche tramite il canale televisivo 97 in Molise.